# Das Geheimnis von Sittaford
Das Geheimnis von Sittaford ist der elfte Kriminalroman von Agatha Christie. Der Roman erschien 1931 zuerst in den USA bei Dodd, Mead and Company unter dem Titel The Murder at Hazelmoor und am 7. September desselben Jahres im Vereinigten Königreich im Collins Crime Club unter dem Originaltitel von Agatha Christie The Sittaford Mystery. Es ist der erste Roman von Christie, der für den US-amerikanischen Markt einen anderen Titel erhielt. Die deutsche Erstausgabe wurde 1933 im Goldmann Verlag, Leipzig, in der bis heute verwendeten Übersetzung von Otto Albrecht van Bebber veröffentlicht.

## Handlung

### Einführung
Ort des Geschehens ist ein Dorf in Devon am Rande von Dartmoor. Mrs. Willet, die das Landhaus Sittaford House im Winter vom Besitzer Captain Trevelyan gemietet hat, lädt an einem stürmischen Wintertag eine Gesellschaft nach Sittaford House ein. Die meisten Gäste sind Bewohner der umliegenden Landhäuser. Es finden sich der junge Ronnie Garfield, Major Burnaby, ein Freund des Captains, der in die Jahre gekommene Kriminologe Rycroft und der geheimnisvolle Mr. Duke ein, außerdem nimmt die Tochter der Gastgeberin an der Runde teil. Auf die Frage, wie man sich unterhalten könnte, schlägt jemand Tischrücken vor. Doch bei der zur Unterhaltung gedachten Séance wird der Tod von Captain Trevelyan angekündigt. Major Burnaby ist misstrauisch und macht sich im Schneetreiben auf, um den Captain zu besuchen, der sich den Winter über im Nachbardorf einquartiert hat. Da es in dem alten Haus kein Telefon gibt und Autos wegen des Schneetreibens nicht fahren können, ist dies die einzige Möglichkeit der Kontaktaufnahme.

### Mord und erster Verdacht
Bei seiner Ankunft jedoch findet Major Burnaby – wie vorausgesagt – den Captain tot auf. Wie sich herausstellt, wurde der Tote mit einem Sandsack erschlagen. Vorerst deutet alles auf einen Raubmord hin. Als der ermittelnde Inspektor Narracott aus Exeter jedoch erfährt, dass der erbende Neffe des Toten am besagten Tag vor Ort war, wird dieser kurzerhand verhaftet. Seine Verlobte Emily Trefusis allerdings reist daraufhin nach Sittaford, wo sie gemeinsam mit dem Journalisten Charles Enderby ermittelt, um die Unschuld ihres Verlobten zu beweisen.

### Ermittlungen
Besonders aufschlussreich bei ihren Ermittlungen sind die merkwürdigen Vorlieben des Verstorbenen: Dieser beteiligte sich oft an Gewinnspielen diverser Zeitungen und schickte die Lösung mehrmals ein, indem er die Adressen seiner Bekannten angab. Außerdem war der Captain ein überzeugter Frauenfeind. Dies hinderte ihn jedoch nicht daran, seiner Schwester eine erhebliche Summe zu vermachen.
Im Laufe der Ermittlungen können Enderby und Trefusis viele zuvor verborgene Dinge ans Licht bringen. Es treten zahlreiche Personen in Erscheinung, die alle etwas zu verbergen haben und ein Motiv hätten. Auch ein entlaufener Häftling aus dem nahe gelegenen berüchtigten Dartmoor Prison hat seinen Auftritt. Bald findet Enderby heraus, dass sich der Bruder des Verhafteten nicht, wie vermutet, in Australien aufhält, sondern in England und dort gelegentlich seine Geliebte, die Tochter von Mrs. Willet, besucht.
Emily Trefusis entdeckt im Innern des Kamins in Trevelyans Haus ein paar alte Skischuhe, die sie zum Mörder führen: Es ist Major Burnaby. Er hat sich mit Aktien verspekuliert und braucht dringend Geld. Da er von dem aktuellen hohen Gewinn Trevelyans bei einem Zeitungsverlag weiß, für dessen Einsendung das Mordopfer Namen und Adresse seines Freundes Burnaby verwendet hat, ermordet er seinen Freund. Schließlich nimmt er das Preisgeld, das auf seinen Namen ausgestellt ist, von Enderby, einem Journalisten der Zeitung, entgegen. Der Mordplan wurde aufgrund der Gegebenheiten kurzfristig gefasst und wird erst nach der Séance, die Burnaby manipuliert hat, begangen. Ein Alibi verschafft sich Burnaby, indem er, im Schneetreiben unbemerkt, auf Skiern zum Tatort fährt und so Zeit gewinnt und sich später zu Fuß dem Tatort wieder nähert, als ob er den ganzen Weg im Schneetreiben zu Fuß zurückgelegt hätte. Bei einer zweiten Séance in Sittaford House kommt es zum großen Finale, bei dem Inspektor Narracott und Emily den Täter entlarven.

## Personen
Es treten derart viele Personen auf, dass hier nur die wichtigsten genannt werden:

### Die Ermittler
- Emily Trefusis, junge Dame aus London, Amateurdetektivin und Verlobte des Tatverdächtigen
- Charles Enderby, Journalist aus London und mit Emily befreundet, Amateurdetektiv
- Inspektor Narracott, Kriminalermittler aus Exeter

### Die Verdächtigen
- Mrs. Willett, Mieterin von Sittaford House und Violet, ihre Tochter
- Captain Joseph A. Trevelyan, Besitzer von Sittaford House und Mordopfer
- Major John Edward Burnaby, sein bester Freund und Nachbar der Willetts
- James Pearson, sein Neffe in London und in Untersuchungshaft als Tatverdächtiger
- Brian Pearson, sein Neffe in Australien
- Sylvia Dering, seine Nichte
- Martin Dering, deren Ehemann
- Jennifer Gardner, seine Schwester in Exeter
- Robert Gardner, ihr invalider Ehemann
- Mr. Rycroft, Kriminologe und Nachbar der Willetts
- Miss Caroline Percehouse, ältliche Jungfer, und ihr Neffe Ronald Garfield, Nachbarn der Willetts
- Captain Wyatt, pensionierter Kolonialoffizier und sein indischer Diener Abdul, Nachbarn der Willetts
- Mr. und Mrs. Curtis, Nachbarn der Willetts
- Mr. Duke, Nachbar der Willetts
- „Freibeuter“ Freddy, entlaufener Häftling aus dem Gefängnis von Dartmoor

## Hintergrund
Der an der Séance teilnehmende Kriminologe Rycroft ist Mitglied der Society for Psychical Research. Die Autorin selbst verwendet eher selten parapsychologische Geschehen in ihren Krimis, da diese meist auf eine spektakuläre Aufklärung konzentriert sind. Jedoch finden sich parapsychologische Momente wie die Séance in Sittaford House in weiteren Romanen von ihr wieder – wie zum Beispiel in Das Böse unter der Sonne. Dort führt ein junges Mädchen eine Art Voodoo-Ritual durch, das zum Tod einer Person führen soll. Auch der Erzählungsband Der seltsame Mister Quin trägt Züge, die ins Esoterische deuten, vor allem die mysteriöse Figur des Quin selber. Christie lässt aber in ihren Romanen, wie auch im Sittaford-Fall, nie einen Zweifel daran, dass sie derartige Phänomene zwar faszinieren, letztendlich jedoch immer der sehr reale manipulative Wille eines Menschen dahinter steckt. Ein Beispiel dafür ist die Erzählung Der Tempel der Astarte aus dem Episodenroman Der Dienstagabend-Klub, in der der Kult um die Göttin Astarte eine Rolle spielt.
Der Roman ist Christies einziger, der im Stil einer klassischen englischen gothic novel angelegt ist. Dazu gehören die Ingredienzien Séance, unheimliches Wetter, entlaufener Sträfling sowie die schaurige Atmosphäre von Dartmoor. Christie erweist damit dem Krimi-Kollegen Arthur Conan Doyle und seinem in ähnlichem Ambiente in Devon spielenden Roman Der Hund von Baskerville ihre Reverenz, erwähnt ihn auch an ein paar Stellen im Buch.

## Bezüge zu anderen Werken der Autorin
Schnee und Schneetreiben und die komplette Verlegung der Handlung in den Winter ist für Agatha Christies Romane eher untypisch. Ein weiteres, berühmtes Beispiel ist jedoch Die Mausefalle, die ebenfalls im Winter angesiedelt ist. Auch hier spielen Schneetreiben und die Beziehung des Täters zu seinen Skiern eine zentrale Rolle.
Mit der Person des Captain Wyatt zeichnet Christie das ironisch-nachsichtige Porträt eines britischen Kolonialoffiziers der alten Schule, der in England von seinen indischen Abenteuern träumt. Solche pensionierten Offiziere tauchen gelegentlich in ihren Büchern auf, etwa in Karibische Affäre.

## Widmung
Agatha Christie, die die meisten ihrer Bücher einer Person widmete, der sie zur Zeit der Abfassung des Manuskripts besonders nahestand, macht auch hier keine Ausnahme: Sie widmete Das Geheimnis von Sittaford ihrem zweiten Ehemann Max Mallowan. Den Roman schrieb sie während der Zeit ihrer Verlobung. Später widmete sie ihm noch Mord im Orientexpress und ihren letzten Roman Alter schützt vor Scharfsinn nicht.

## Adaptionen
Es existieren keine Verfilmungen des Buches selbst. Eine Episode der jüngsten britischen Miss-Marple-Fernsehreihe trägt den Originaltitel des Romans, The Sittaford Mystery, hat aber nur losen Bezug zum Roman. Die Namen der Hauptpersonen sowie die Séance wurden allerdings übernommen.

## Wichtige englischsprachige und deutschsprachige Veröffentlichungen
- 1931 Dodd Mead and Company (New York)
- 1931 Collins Crime Club (London)
- 1933 deutschsprachige Erstausgabe im Goldmann-Verlag Leipzig in der Übersetzung von Otto van Bebber[4]

¡* 2021 Neuübersetzung von Michaela Grabinger im Atlantik Verlag

## Hörbücher
- 2008 Das Geheimnis von Sittaford (6 CDs). Einzige ungekürzte Lesung. Sprecher: Hans Eckardt. Regie: Heidemarie Eckardt. Assistenz: Veronika Schmidt. Aus dem Englischen von Otto Albrecht van Bebber. Verlag und Studio für Hörbuchproduktionen Marburg[5]